# Estação Fasanvej
Fasanvej é uma da estação das linhas M1 e M2 do metro de Copenhaga, na Dinamarca. Chamava-se Solbjerg até 25 de Setembro de 2006, data em que mudou de nome.